# Oskar Hartl
Oskar Hartl (* 24. April 1930) ist ein ehemaliger deutscher Fußballspieler. Zwischen 1955 und 1963 spielte er für den TSV 1860 München und dem VfB Stuttgart in der weiland erstklassigen Oberliga. Mit dem VfB gewann er zudem 1958 den DFB-Pokal.

## Laufbahn
Der Offensivspieler Oskar Hartl schloss sich zu Beginn der Saison 1954/55 vom Drittligisten SpVgg Plattling kommend dem Zweitligisten TSV Straubing an. Nach nur einer Saison ging es eine Klasse höher zum TSV 1860 München.
Sein Oberligadebüt fand am Starttag der Runde, bei der 0:3-Niederlage bei Eintracht Frankfurt statt. Er bestritt an der Seite der Sturmkollegen Kurt Mondschein und Alois Hornauer 26 Spiele und erzielte dabei drei Tore. 1860 München stieg aber als Tabellenletzter wieder in die 2. Liga ab und Hartl schloss sich dem VfB Stuttgart an.
Im ersten Jahr beim VfB konnte er sich nicht gegen die Konkurrenz im Angriff mit Ludwig Hinterstocker, Gerhard Strohmaier, Erwin Waldner, Rolf Blessing und Dieter Praxl behaupten und musste sich mit drei Einsätzen zufriedengeben. Auch im zweiten Jahr trat keine nennenswerte Besserung ein. In seinem dritten Jahr in Stuttgart gehörte er mit 27 Einsätzen der Stammformation an und bildete zumeist mit Rudolf Hoffmann und Robert Schlienz die Läuferreihe des VfB. Da der DFB-Pokal 1957/58 im Halbfinale am 21. September und das Finale am 16. November ausgetragen wurde, gehört Hartl als rechter Läufer dem Pokalsiegerteam der Schwaben an. Das Innentrio des Finalgegners Fortuna Düsseldorf war mit Franz-Josef Wolfframm, Heinz Janssen und Josef „Jupp“ Derwall in der Runde 1958/59 das torgewaltigste in der Oberliga West und stellte an die Läuferreihe der Stuttgarter eine besondere Leistungsanforderung.
In der Oberliga Süd kam Hartl mit dem VfB auf 106 Spiele, in denen er vier Tore erzielte. 1964 wechselte Hartl zum ASV Botnang, bei dem er seine Karriere nach zwei Jahren beendete.